# 墨流し

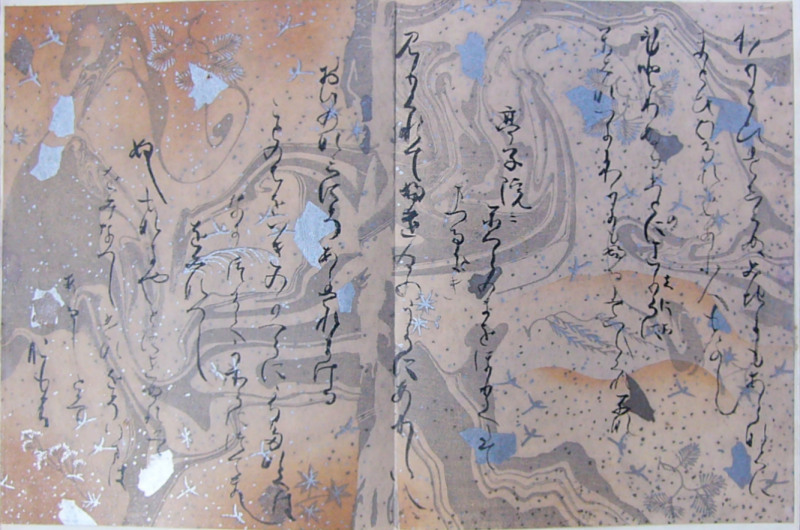
「西本願寺本三十六人家集」の「躬恒集」の墨流し

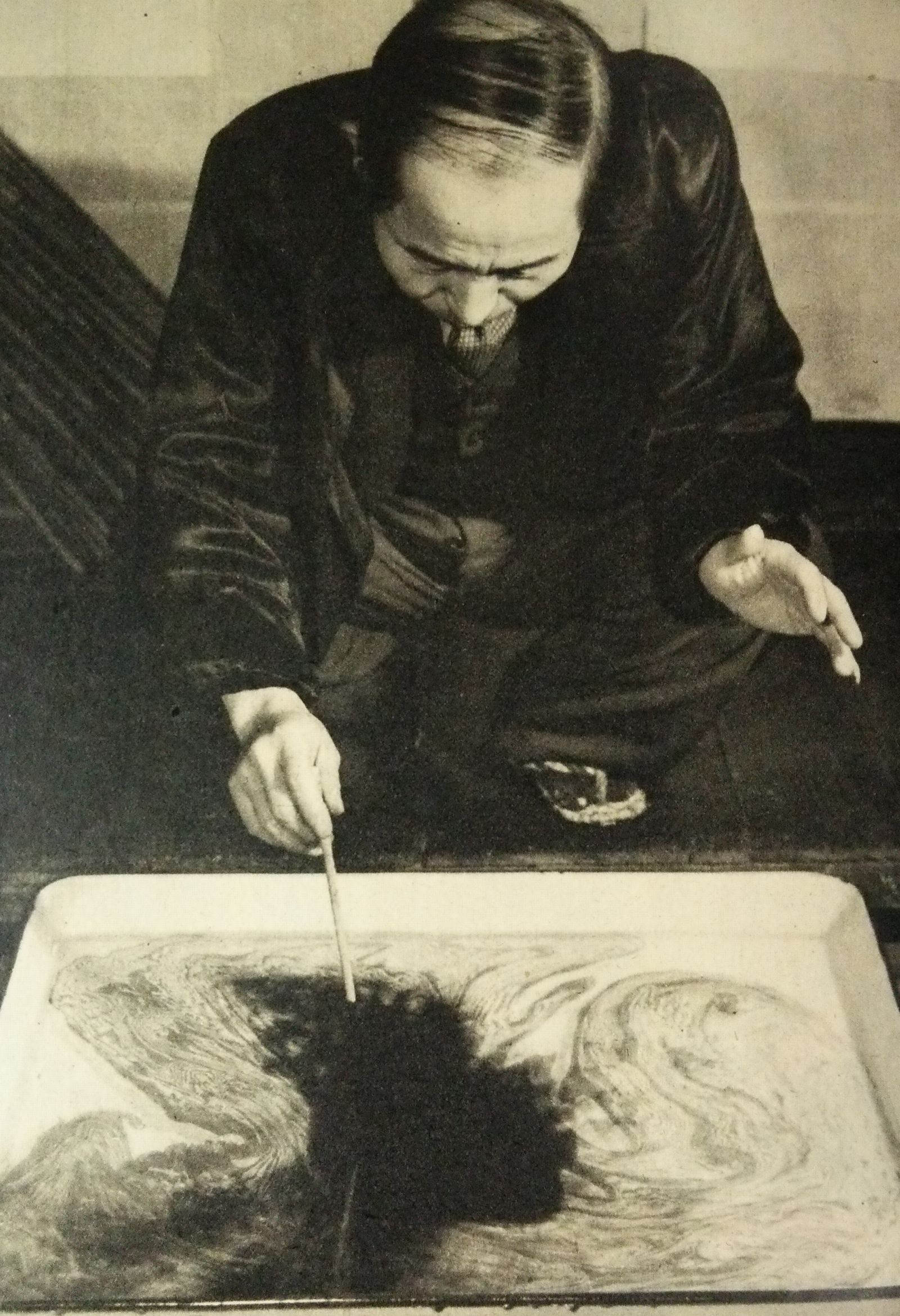
広場治左衛門（福井県認定無形文化財）による墨流し

墨流し(すみながし)とは墨汁を水に垂らした際に出来る模様、またはその模様を染めた物である。

## 概要
墨流しとは、日本に9世紀頃から伝わっている伝統芸術である。中国の墨流し「流沙箋」から伝わったものとされる。中国の初出資料としては、蘇易簡（zh）が著した『文房四譜』（986年）にあるとされる。
トルコには、1615年以降に書かれた資料『تَرتیبِ رسالۀ اَبری 』があることから、遅くとも16世紀にシルクロード経由で伝わり、多彩な色を使った「エブル（Ebru、Türk Kağıdı）」という文化となった。このエブルは、2014年に国際連合教育科学文化機関によって無形文化遺産に登録されている。この手法は、トルコからヨーロッパにわたり、大理石に似ていることから、ペーパー・マーブリングと呼ばれた。

## 方法
墨流しの方法はいろいろあるが、手軽なやり方を説明する。
まず、平たいトレイに水を入れる。そこへ墨汁（カラー版を作る場合は絵具）をたらす。先に油をつけた爪楊枝などで数回水面をつつく。墨の黒い膜に穴があくので、竹ひごを使ってかき混ぜる。そうすると、神秘的な渦巻き模様ができる。これを和紙に取れば完成である。

## 理由
墨の膜は油をはじくため、黒と透明の部分は混ざることなくきれいに分かれる。かき混ぜても混ざらないため、渦模様ができる。